# Édua
Az Édua kun eredetű női név, jelentése: a Hold felkel.

## Gyakorisága
Az 1990-es években igen ritka név, a 2000-es években nem szerepel a 100 leggyakoribb női név között.

## Névnapok
- március 10.[2]
- május 9.[2]
- június 23.[2]

## Híres Éduák
- Szűcs Édua grafikusművész
- Zádory Édua hegedűművész
- Édua, Kun László szeretője